# Temple Jiangxin
Le temple Jiangxin (chinois : 江心寺 ; pinyin : jiāngxīn sì ; litt. « temple au cœur de la rivière »), est un temple bouddhiste situé sur l'îlot Jiangxin, sur le cours du fleuve Ou, dans la ville-préfecture de Wenzhou, en . du Zhejiang, en République populaire de Chine.

## Histoire

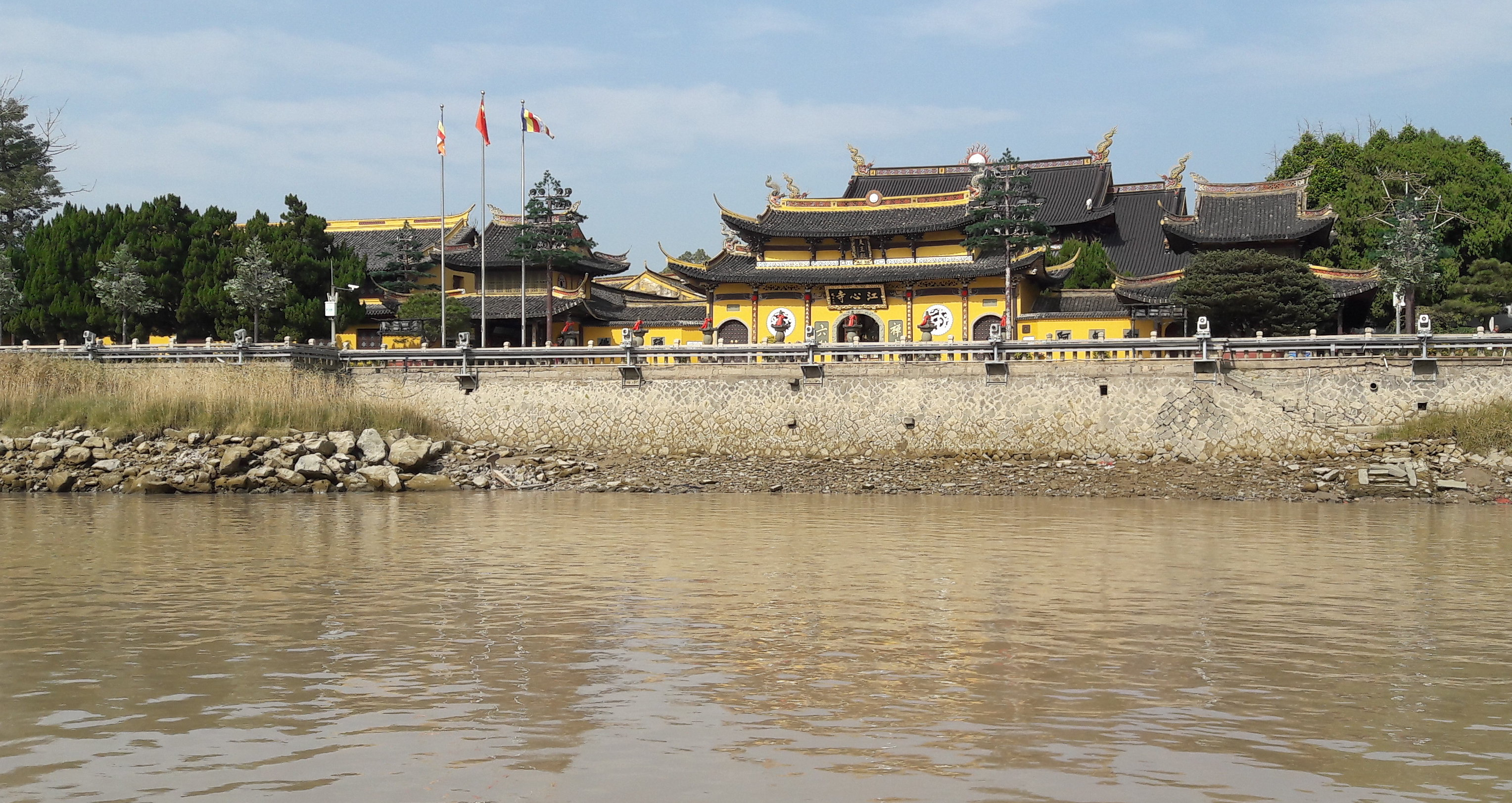
vue d'ensemble du temple depuis le ferry